# Carte de France en pierres précieuses
Sauf précision contraire, les dates de cet article sont sous-entendues dans le calendrier grégorien.
La carte de France en pierres précieuses est une œuvre produite en Russie à la fin du XIXe siècle et offerte par Nicolas II à la France. Elle est exposée à l'Exposition universelle de 1900, à Paris.

## Histoire

### Contexte
En 1896, une carte de France en relief, émaillée avec noms en sténographie sur ivoire et qui ferait un mètre de côté, est présentée à l'Exposition nationale et coloniale de Rouen et obtient une médaille de vermeil du jury. La même année, le tsar Nicolas II et la tsarine Alix de Hesse-Darmstadt de Russie sont en voyage en France. C'est ainsi qu'en fin d'année, Alexandre Bessières (de Pinsaguel, membre de la Société de géographie, de l'Association toulousaine de Paris et de l'Institut sténographique de France) leur offre la carte en la présentant et transmettant à Arthur Pavlovitch de Mohrenheim, l'ambassadeur de l'Empire,,. Il l'accompagne d'un manuscrit richement orné renfermant l'alphabet et la méthode Duployé (en) avec l'explication des caractères écrits sur la carte. Du tsar et de la tsarine, il reçoit deux lettres officielles de remerciements datées du 20 décembre 1896 et du 15 février 1897. La carte ayant été « si bien appréciée à l'ambassade de Russie », il est donc probable que ce soit ce cadeau qui ait donné l'idée d'une nouvelle carte en retour,,. Cette hypothèse peut qui plus est être mise en relation avec un remerciement supplémentaire du tsar survenant après la réalisation de la carte russe : le 9 avril 1901, Bessières reçoit de sa part, par l'ambassade de Russie à Paris, un étui à cigarettes en or massif orné d'un aigle bicéphale en relief semé de brillants et avec une importante pierre précieuse sur le fermoir.

### Fabrication
La production de la carte dans l'atelier lapidaire d'Iekaterinbourg en vue de l'Exposition universelle de 1900 est entamée le 14 janvier 1898 et est annoncée par voie de presse en mars 1898,. D'après les informations de La Gazette de Saint-Pétersbourg (ru) en 1898, il s'agirait  d'une commande du Gouvernement français ; elle semble toutefois émaner du cabinet de l'Empereur. C'est le spécialiste Dalina Zverev (ru) qui collecte les différents matériaux pour la fabrication de la carte,, que la presse laisse entrevoir dès le mois d'avril,. À ce moment déjà, on présage « un objet de grande valeur ».
Le quotidien français Le Journal rapporte que, pendant la fabrication, « l'émeraude de Marseille, volée pendant le travail, par un ouvrier qui l'avait avalée, fut restituée dans les quarante-huit heures, par le procédé en usage dans les mines de diamants ». En ce qui concerne cette dernière procédure, il est généralement question de faire un lavement (c'est-à-dire introduire du liquide dans le côlon par l'anus), ce qui permet de restituer la pierre,.
Deux années sont nécessaires à la confection de l'œuvre, dont les travaux sont décrits comme « pressés ». En juillet 1899, la carte est globalement achevée : manque encore la finition des mers.

### Cadeau diplomatique à l'Exposition universelle de 1900

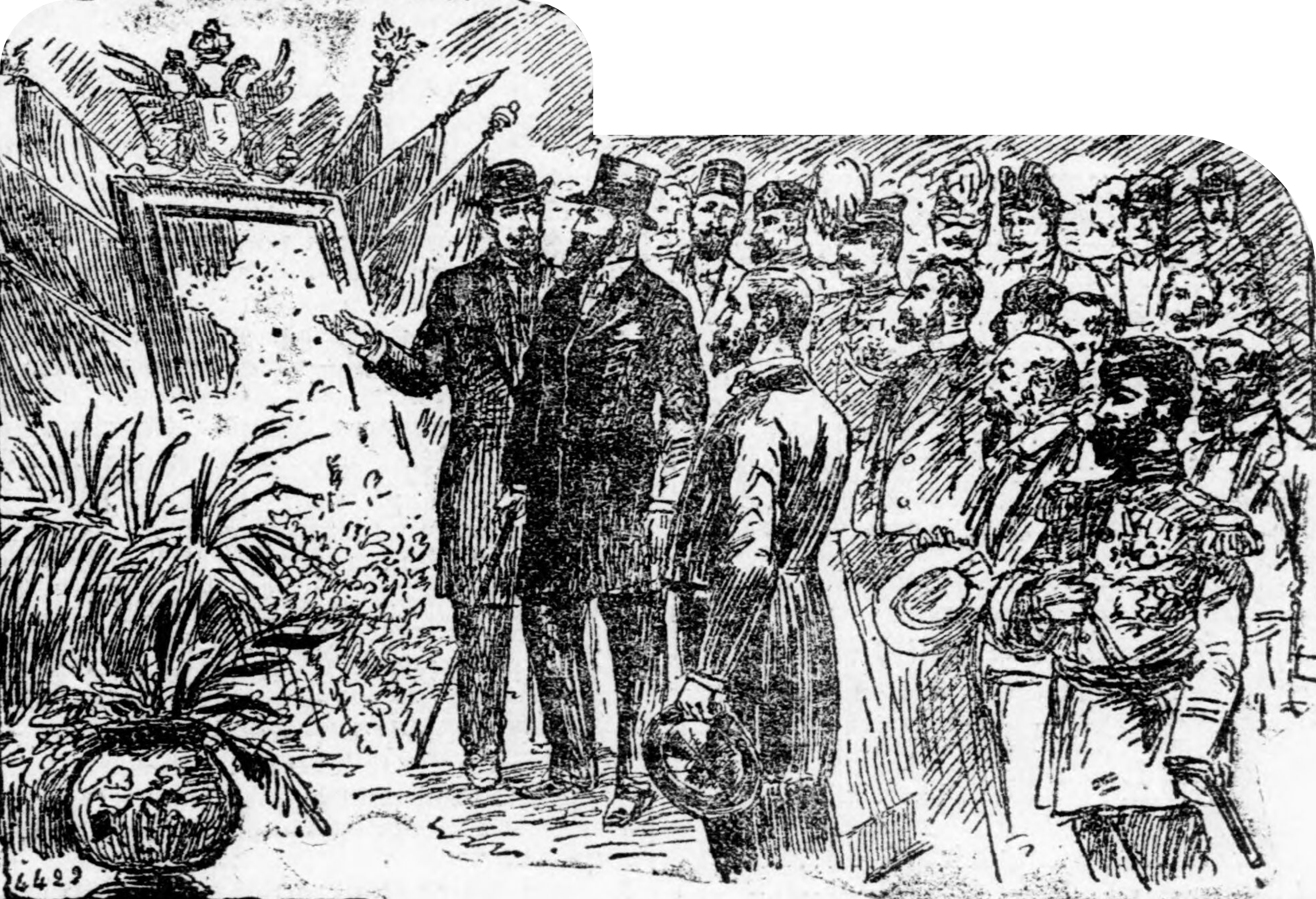
Présentation de la carte au public, en avril 1900. Dessin publié dans le quotidien La Patrie, le 29 avril 1900-.

Présentée comme cadeau de la part du tsar Nicolas II, la carte est d'abord exposée à l'atelier d'Iekaterinbourg, du 25 au 27 février : près de 15 000 personnes viennent alors l'admirer,. Elle est ensuite envoyée le 3 mars 1900 à Saint-Pétersbourg (capitale de l'Empire), le directeur de l'atelier, Vassili Mostovenko, s'y rendant également,,,. Parvenue à Paris, elle est ainsi remise le 17 avril par le prince Lev Ouroussov, ambassadeur de Russie, à Émile Loubet, président de la République française qui s'y rend avec Alexandre Millerand et Théophile Delcassé,,,. Le lendemain matin, elle est placée dans le pavillon russe de l'Exposition universelle de 1900 et dès le début, on la voit comme « un des “clous” de l'Exposition »,,. C'est dans le salon du tsar, la première pièce du palais russe, un environnement richement décoré de tapis et de tentures, qu'est exhibé cet objet d'art sous un dais de drapeaux entrelacés et sur un lit d'hermine ; elle s'inscrit au fond de la partie aux voûtes ogivales enluminées de dessins. Cette année, on l'estime à plus de quatre millions de francs — soit l'équivalent de plus de 17 millions d'euros en 2022 d'après le convertisseur de l'INSEE —, la seule émeraude représentant Marseille, par exemple, étant estimée à 18 000 roubles d'époque. Elle s'inscrit ainsi avec un pavillon déjà particulièrement luxueux et proposant une grande collection de bijouterie : des « preuves matérielles des récentes réussites techniques et technologiques de la Russie ».
Le 30 mai, le président Loubet visite les pavillons étrangers : en s'arrêtant à la section russe, il est accueilli par le prince Viatcheslav Tenichev (ru), l'occasion pour le chef d'État français de contempler une fois de plus la fameuse carte. À son tour, Serge Witte, ministre des Finances de l'Empire russe, en voyage officiel à Paris depuis le 2 septembre et qui visite l'Exposition le matin de son arrivée puis toute la journée du 4, y repasse dans la matinée du 5 et, d'après Le Figaro, il s'est alors « longuement arrêté aux vitrines des bijoutiers russes, devant la carte de France en pierres précieuses […] »,,,.

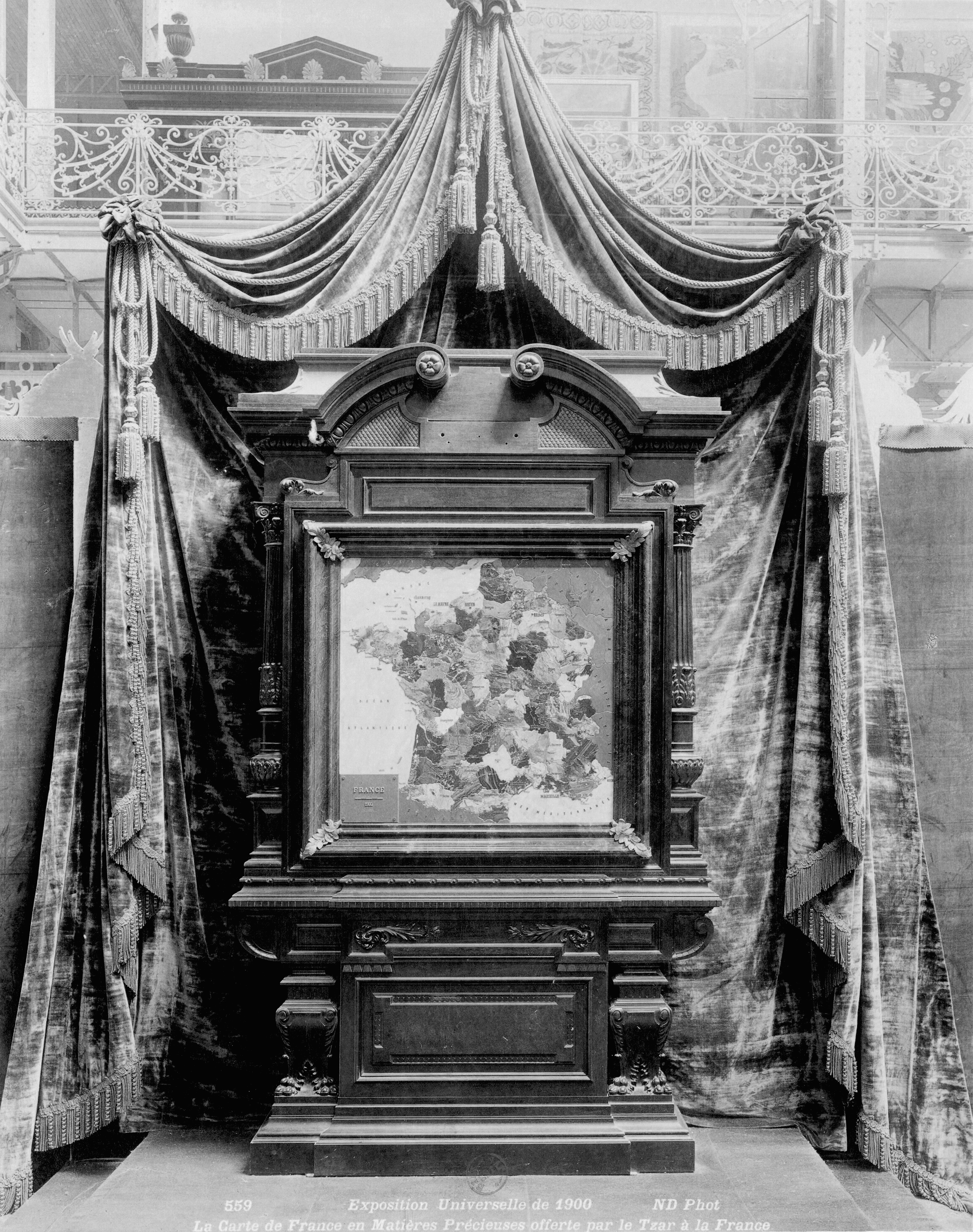
Carte dans son cadre telle qu'installée à l'Exposition universelle, photographiée par les frères Neurdein.
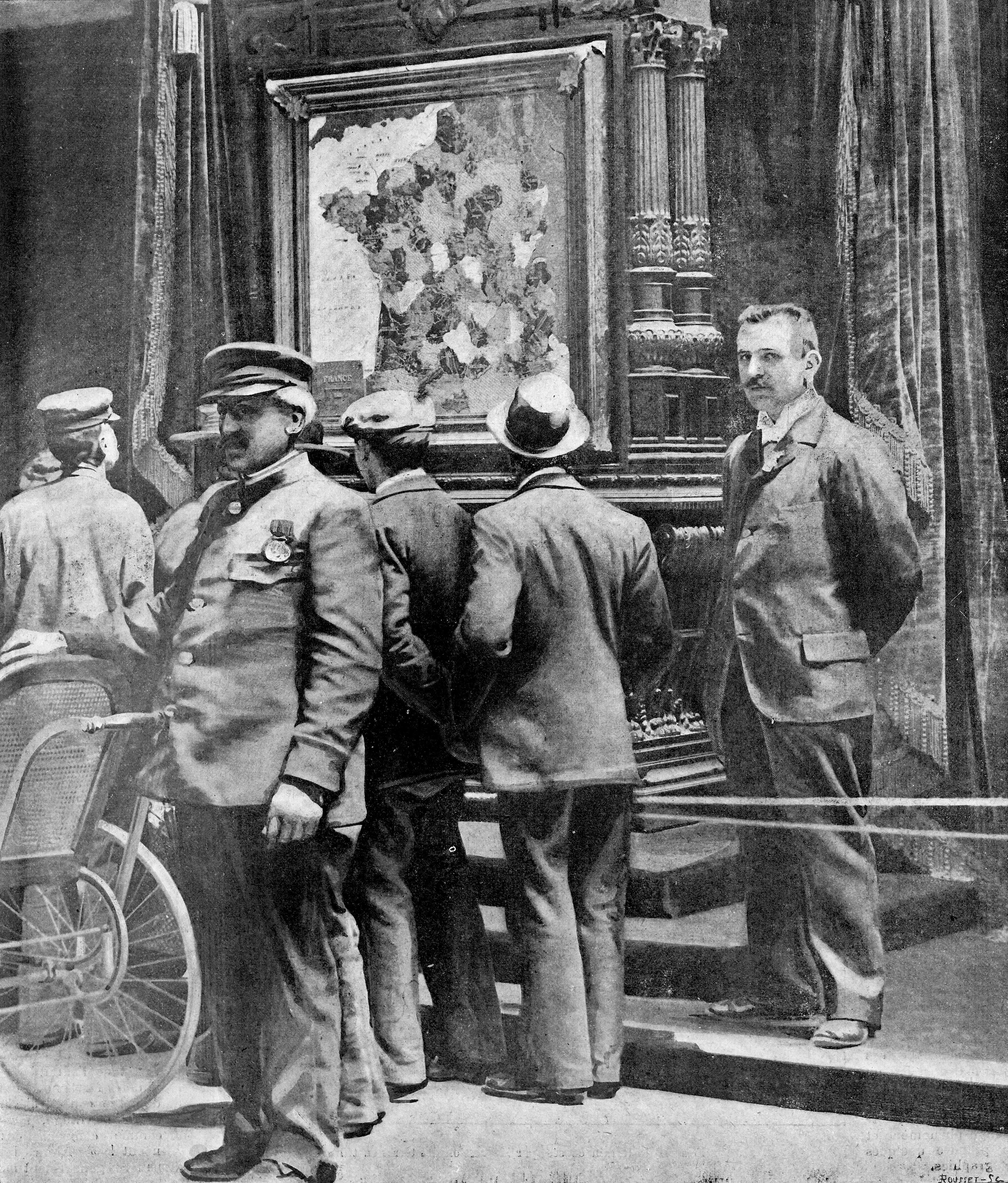
Visiteurs s'arrêtant devant la carte à l'Exposition universelle. Reproduction d'une photographie parue en une de La Vie illustrée en date du 18 mai 1900.

La carte reçoit un accueil très favorable de la presse française avec de multiples éloges.

### Installations après l'Exposition universelle
En automne, on projette de donner la carte à la Ville de Paris pour être exposée à l'Hôtel de Ville ou au musée Galliera. Elle est finalement placée, vers la fin de l'année ou au début de 1901, au musée du Louvre comme ce qui a été prévu dès avril, au milieu d'une salle de la colonnade qui abrite le portrait de Louis XIII,,.
La carte est transférée le 24 juin 1930 au château de Compiègne, sans que le public n'en ait été averti. Ainsi s'interrogeant sur le sort de la carte dans son numéro du 27 novembre 1937, au moment de la fermeture de l'Exposition universelle de 1937, le journaliste Louis Piéchaud partage une rumeur, dans le quotidien L'Époque, selon laquelle elle aurait été rendue aux autorités soviétiques pour ajouter l'Alsace-Moselle (réintégrée à la République française après la Première Guerre mondiale). Piéchaud, avec Eugène Dubois, secrétaire de la Société historique du Raincy, se lancent alors à sa recherche. Ce n'est qu'en juin 1939 que Piéchaud révèle la localisation nouvelle de l'œuvre, sans en connaître la raison de son déplacement : elle a été entreposée dans la galerie Natoire de Compiègne par le conservateur Édouard Sarradin. Piéchaud a recours à l'expertise de Jacques Robiquet — conservateur adjoint résident sous le contrôle de Jean Bouguignon, conservateur des trois musées napoléoniens de Compiègne, Fontainebleau et Malmaison — qui lui partage quelques précisions,. Alors que la carte n'est visible qu'en semaine à la sollicitation de gardiens, Piéchaud suggère à Robiquet de la placer davantage à la portée du public, ce dernier ayant justement l'intention de proposer à Bourguignon son installation dans l'une des salles alors en aménagement dans le musée annexe du Tourisme dans le même palais.
Depuis faisant partie des collections du château de Compiègne, elle figure notamment à l'exposition « Un Tsar à Compiègne. Nicolas II, 1901 », organisée du 30 septembre 2001 au 14 janvier 2002 et regroupant de nombreux objets impériaux, un événement qui rencontre un certain succès,,.

## Structure

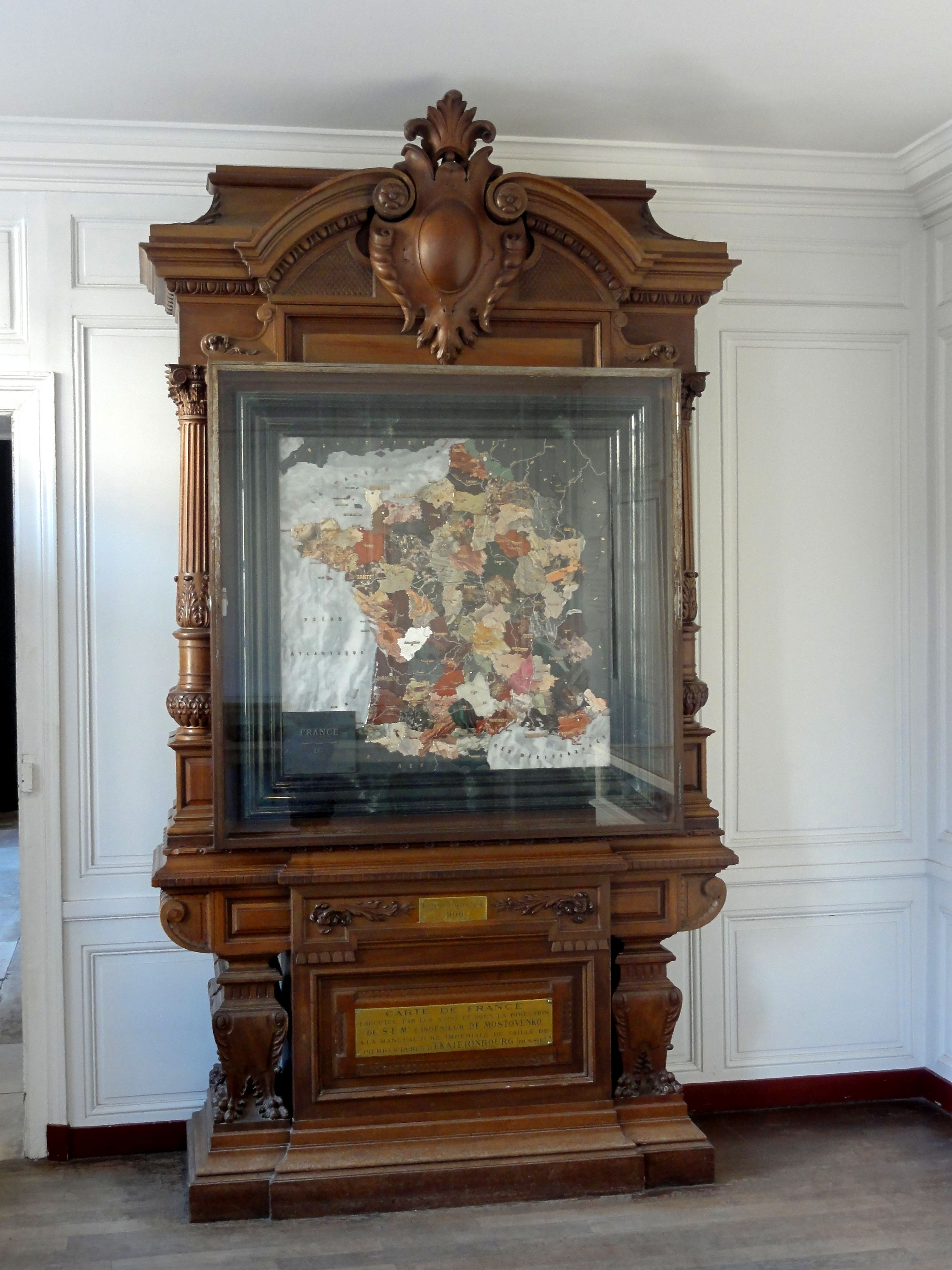
Carte avec son cadre au château de Compiègne, en mai 2013.

La carte, placée sur une plaque de marbre, se présente comme un carré d'un mètre de côté (soit environ 1,5 archine dans le système russe d'unités),,. Elle est montée sous verre dans un massif panneau de chêne sculpté, mesurant 3,2 mètres de hauteur sur 1,8 de longueur,. Deux plaques de cuivre l'accompagnent avec les inscriptions respectives : « Don du gouvernement russe, 1900 » et « Carte de France executée par les soins et sous la direction de S. E. l'ingénieur de Mostovenko, à la manufacture impériale de taille de pierres dures d'Ekaterinbourg (Russie). ». Dans la carte elle-même, chaque département est taillé dans un matériau particulier provenant de l'Oural (en jaspe et rhodonite) et les grandes villes sont figurées par des clous de pierres précieuses (106 au total),,.
La polychromie des départements contraste avec les pays frontaliers qui sont taillés dans une pierre grise monochromatique. On peut noter que la légende « Allemagne » est placée du côté de la rive droite du Rhin et l'Alsace-Lorraine — cédée à l'Empire allemand à la suite du traité de Francfort de 1871 — est taillée à part : le tsar n'aurait pu non plus aller jusqu'à une confrontation diplomatique avec le voisin allemand en présentant cet espace sous une couleur différente comme le font les manuels scolaires français d'alors, mais la carte assume une ambigüité certaine faisant un clin d'œil aux velléités revanchistes. Parallèlement, des visiteurs expriment leur regret de ne pas voir des pierres supplémentaires pour certaines villes. Fondamentalement même, l'absence de la Corse sur la carte se fait remarquer, l'intention d'une telle omission faisant l'objet d'interrogations que l'on peut retrouver dès 1900,,, ; le quotidien Le Petit Bastiais aurait reçu comme réponse « c'est un oubli de l'artiste ». L'Aurore relate quelques années plus tard, qu'« interrogés sur les raisons de cette omission, les géographes russes ont répondu que des raisons de “symétrie” les avaient forcés à supprimer la Corse ».
À propos de cette pièce de collection, le cartel au musée de Compiègne indique :

« La variété des pierres utilisées et la qualité du travail témoignent de la virtuosité des centres d'art lapidaire russes d'où sortaient, depuis le début du XIXe siècle, un grand nombre d'objets luxueux en pierre dure, objets décoratifs ou cadeaux diplomatiques. »

— Musée du château de Compiègne
.
| Matériau                           | Éléments                                                             | Références |
| ---------------------------------- | -------------------------------------------------------------------- | ---------- |
| Rubis                              | Paris                                                                | [ 51 ]     |
| Tourmaline                         | 55 villes (ou 35) dont Lyon                                          | ,          |
| Améthyste                          | 21 villes dont Angers, Grenoble, Rennes et Toulouse                  | ,          |
| Saphir                             | Rouen (1 9⁄16 ct)                                                    | ,          |
| Émeraude                           | Marseille (3 5⁄8 ct), Le Havre                                       | ,          |
| Héliodore (béryl)                  | Nantes                                                               | ,          |
| Chrysobéryl                        | Toulon (2 1⁄4 ct)                                                    | ,          |
| Alexandrite                        | Cherbourg                                                            | ,          |
| Quartz                             | 38 villes                                                            | ,          |
| Hyacinthe                          | Quelques villes dont Nice                                            | ,          |
| Phénacite                          | Lille                                                                | ,          |
| Péridot                            | Reims                                                                | ,          |
| Aigue-marine                       | Bordeaux                                                             | ,          |
| Jaspe rouge                        | Ille-et-Vilaine, Seine                                               | [ 51 ]     |
| Conglomérats                       | Loire-Atlantique (Loire-Inférieure jusqu'en 1957), Mayenne et Sarthe | [ 51 ]     |
| Conglomérat calcaire               | Eure-et-Loir                                                         | [ 51 ]     |
| Roche détritique                   | Seine-et-Oise                                                        | [ 51 ]     |
| Pegmatite graphique (probablement) | Maine-et-Loire                                                       | [ 51 ]     |
| Marbre gris clair                  | Mers                                                                 | [ 51 ]     |
| Or                                 | Dénominations et anneaux sertissant chaque gemme                     | ,          |
| Platine                            | Fleuves                                                              | ,          |

## Réception
Un correspondant parisien au Daily News (Londres) décrit la carte après sa visite à l'Exposition, en commentant notamment, :
« None but an Emperor and an autocrat could have afforded this present. [...] The map strikes one at first sight as an object of very great value, and it gives a striking picture of the mineral wealth of Siberia. »
« Seul un empereur et un autocrate auraient pu offrir un tel cadeau. [...] La carte apparaît à première vue comme un objet de très grande valeur et donne une image saisissante de la richesse minérale de la Sibérie. »
— Traduction de Wikipédia
En janvier 1905, un article publié dans plusieurs journaux étatsuniens comme The Worthington Advance (Worthington), The Commonwealth (Greenwood) ou The News-Herald (Hillsboro) insère le commentaire suivant :
« Perhaps extravagance never reached a higher tide mark than when that idea resolved itself into a reality. »
« L’extravagance n’a certainement jamais atteint un niveau plus élevé que lorsque cette idée s’est transformée en réalité. »
— Traduction de Wikipédia
Un hebdomadaire néozélandais, l'Otago Witness (en), poursuit dans cette réflexion critique :
« And it so ugly, so vulgar—if gems can ever be vulgar! How the Emperor of All the Russias could have imagined such a bit of costly uselessness puzzles one to conceive. »
« Et c’est si laid, si vulgaire — si tant est que des pierres précieuses puissent être vulgaires ! Comment l’Empereur de toutes les Russies a-t-il pu imaginer une telle inutilité coûteuse, voilà qui laisse perplexe. »
— Traduction de Wikipédia